# Revisione (rivista)
Revisione è stata una rivista di cultura e politica pubblicata a Roma con periodicità bimestrale e quindi trimestrale a partire dal 1972. Fondata e diretta da Vittorio Vettori con Diego Fabbri e Mario Pomilio, cessò le pubblicazioni nel 1986.

## Storia
La rivista, di ispirazione gentiliana, ebbe nel comitato internazionale Loris J. Bononi, Marcello Camilucci, Jules Chaix-Ruy, Aldo Ferrabino, Antoine Graziani, Martin Heidegger, Ricardo Paseyro, Mircea Popescu, Luigi Volpicelli.

## Firme
Gli studiosi che collaborarono a "Revisione":
- Gualtiero Amici
- Giovanni V. Treves
- Giuseppe Centore
- Angelo Giusti
- Ursula Isler
- Filippo Mazzoleni
- Giose Rimanelli
- John Williams
- Carlo Martini
- Maria Grazia Bottai
- Jean Bailly
- Marino Piazzolla
- Franz Maria D'Asaro
- Franco Silvestri
- Fernand Lot
- Domenico Cara
- Marco Tangheroni
- Luigi Imperatore
- Peter Medawar
- Giorgio De Angelis
- Marcello Lucini
- Giovanni D'Espinosa
- Sandro Paparatti
- Angiolo Nardi
- Francesco Volpini
- Sabino d'Acunto
- Marcello Camilucci
- Francesco Grisi
- Mario Luzi
- Sisinio Zuech
- Fausto Belfiori
- Luciano Pascucci
- Carlo Zannerio
- Fedele Mastroscusa
- Cristino G. Sangiglio
- Pascal Lainé
- Giandomenico Mario
- Enzo Carli
- Aurelio T. Prete
- Mario Valdinoci
- George Liebner
- Vittorio Abrami